# 朱塞佩·德尔菲诺
朱塞佩·德尔菲诺（義大利語：Giuseppe Delfino，1921年11月22日—1999年8月10日），意大利击剑运动员。他曾参加1952年、1956年、1960年和1964年夏季奥运会击剑比赛，共获得4枚金牌和2枚银牌。